# 湖岭镇
湖岭镇是中华人民共和国浙江省温州市瑞安市下辖的一个镇。

## 行政区划
湖岭镇下辖以下村级行政区划单位：
繁湖社区、大同村、四古山村、大岭垟村、陶溪村、贾岙村、均路村、六科村、坳后村、黄林村、湖西村、汇川村、永瑞村、新涨村、湖源村、秀源村、巾仙溪村、永乐村、永川村、联丰村、峰元村、金子山村、潮至村、南溪村、大河村、鹿东村、鹿中村、前坑村、鹿源村和鹿阳村。